# Pinetop Perkins
Pinetop Perkins właściwie Joseph William Perkins (ur. 7 lipca 1913, zm. 21 marca 2011) – amerykański pianista i wokalista bluesowy. Dwukrotny laureat nagrody amerykańskiego przemysłu fonograficznego Grammy. W 2003 roku został wprowadzony do Blues Hall of Fame.
Muzyk zmarł na zawał serca 21 marca 2011 roku w swoim domu w Austin w stanie Teksas.